# Саралжын (Жангалинский район)
Саралжын (каз. Саралжын) — село в Жангалинском районе Западно-Казахстанской области Казахстана. Входит в состав Копжасарского сельского округа. Код КАТО — 274043300.

## Население
В 1999 году население села составляло 361 человек (190 мужчин и 171 женщина). По данным переписи 2009 года, в селе проживало 129 человек (66 мужчин и 63 женщины).